# The Wave (formation rocheuse)
Pour les articles homonymes, voir The Wave.
The Wave (« La vague ») est une formation rocheuse de grès située en Arizona, près de la frontière avec l'Utah aux États-Unis. Elle fait partie du Paria Canyon-Vermilion Cliffs Wilderness (en).
The Wave est célèbre chez les randonneurs et les photographes pour ses formes ondulées. Son accès est limité par les autorités à 64 personnes par jour tirées au sort par loterie et encadrées par des guides assermentés.

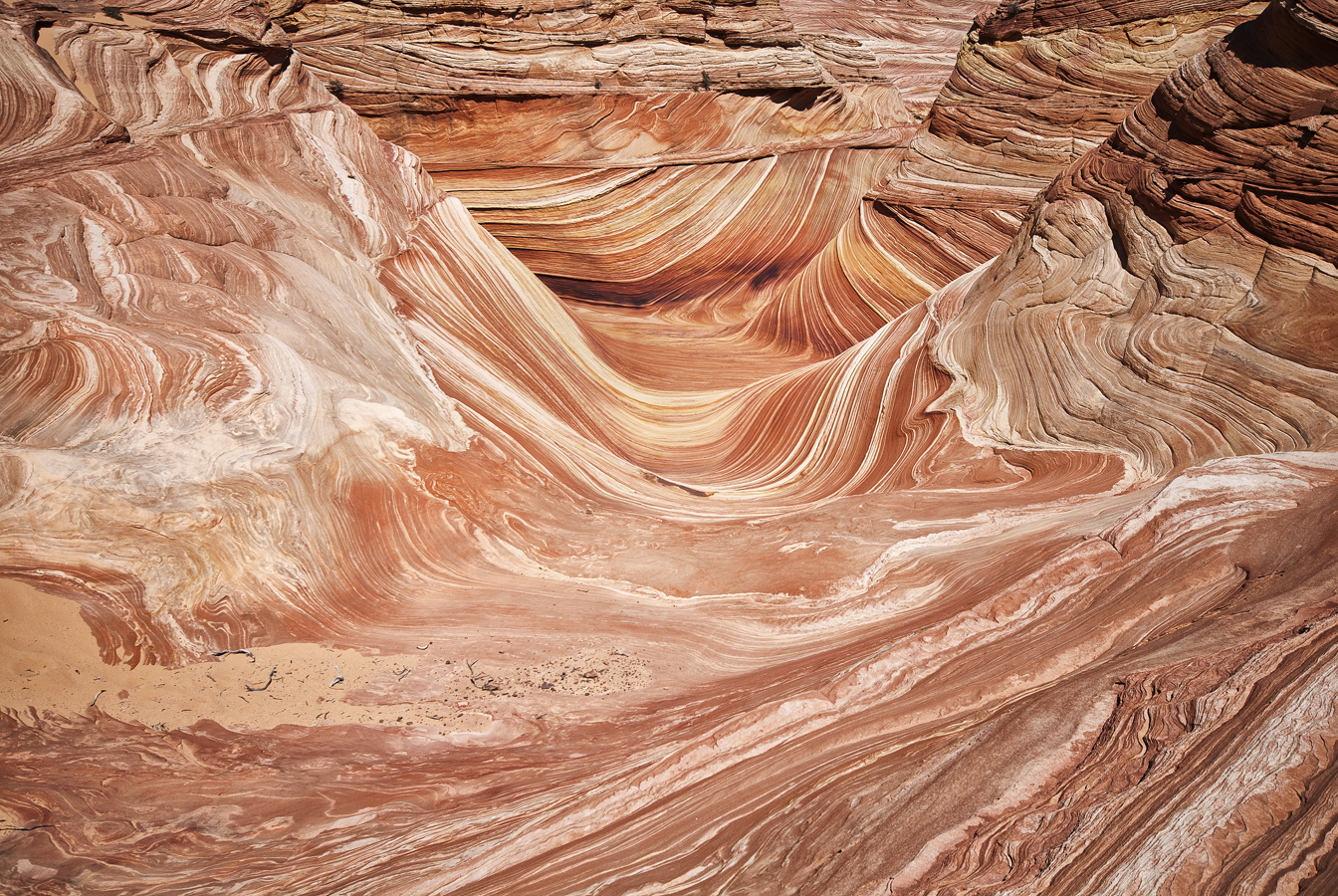
Vue de The Wave avec du recul.